# Grisslehamn
Grisslehamn er en landsby og færgehavn Norrtälje kommun i Stockholms län i landskapet Uppland i Sverige. I 2015 havde bebyggelsen 418 indbyggere.
Kunstneren Albert Engström havde atelier i Grisslehamn.
- Traditional postbåd ved Grisslehamn
- Eckerö Linjens færge i Grisslehamn havn
- Albert Engström museet
- Kapellet i Grisslehamn